# Нікардипін
Нікардипін — синтетичний препарат, що є похідним дигідропіридину та належить до групи блокаторів кальцієвих каналів, для перорального застосування. Нікардипін застосовувався також для внутрішньосерцевого введення та для внутрішньовенного введення, але у зв'язку із великою кількістю побічних ефектів парентеральне введення нікардипіну суворо обмежено.

## Фармакологічні властивості
Нікардипін — синтетичний препарат, що є похідним дигідропіридину та належить до групи блокаторів кальцієвих каналів. Механізм дії препарату полягає у блокуванні так званих «повільних» кальцієвих каналів, уповільнюючи входження іонів кальцію в клітини та знижуючи його концентрацію в клітинах. Нікардипін має антиангінальний та антигіпертензивний ефекти, знижує тонус гладкої мускулатури судин, розширює периферичні артерії, знижує загальний периферичний судинний опір, артеріальний тиск, практично не впливає на скоротливість та провідність міокарду, зменшує післянавантаження та потребу міокарду в кисні та покращує коронарний кровообіг, у тому числі у зоні ішемії серцевого м'яза. У зв'язку із тим, що нікардипін не впливає на скоротливість міокарду, дозволяється застосування препарату у хворих із застійною серцевою недостатністю. Нікардипін має здатність до розширення церебральних артерій та покращує кровопостачання у головному мозку.

### Фармакодинаміка
Нікардипін після перорального прийому добре всмоктується у шлунково-кишковому тракті, біодоступність препарату складає 35%. Максимальна концентрація в крові після перорального прийому досягається протягом 1—2 годин. Нікардипін добре зв'язується з білками плазми крові. Нікардипін проникає через плацентарний бар'єр та виділяється у грудне молоко. Метаболізується препарат у печінці. Виводиться нікардипін із організму переважно із сечею у вигляді метаболітів. Період напіввиведення препарату складає 2—8 годин, при порушеннях функції печінки та нирок цей час може збільшуватися.

## Показання до застосування
Нікардипін застосовується для лікування гіпертонічної хвороби (у тому числі для купування гіпертонічних кризів), лікування стенокардії (у тому числі стенокардії Принцметала), лікування хворих після гострих порушень мозкового кровообігу (після закінчення гострого періоду).

## Побічна дія
При застосуванні нікардипіну можливі наступні побічні ефекти:
- Алергічні реакції та реакції з боку шкірних покривів — еритема шкіри.
- З боку травної системи — нудота, блювання, діарея, біль у животі, спрага, зниження апетиту, при тривалому прийомі у високих дозах — порушення функції печінки.
- З боку нервової системи — головний біль, запаморочення, дзвін у вухах.
- З боку серцево-судинної системи — тахікардія, артеріальна гіпотензія, периферичні набряки, приливи крові до обличчя, у рідких випадках — поява болю за грудиною протягом 30 хв після перорального прийому препарату.
- Зміни в лабораторних аналізах — підвищення рівня активності трансаміназ в крові.

## Протипокази
Нікардипін протипоказаний при підвищеній чутливості до похідних дигідропіридину, кардіогенному шоці, геморагічному інсульті, підвищенні внутрішньочерепного тиску, вираженій гіпотензії, колапсі, при інфаркті міокарду, вагітності та годуванні грудьми, аортальному стенозі. Нікардипін застосовується з обережністю при хронічній серцевій недостатності, порушеннях функції печінки та нирок. Препарат повинен бути відмінений, якщо після його перорального застосування виникають болі за грудиною. Нікардипін не застосовується у дитячому та підлітковому віці.

## Форми випуску
Нікардипін випускається у вигляді желатинових капсул по 0,02 та 0,03 г. Станом на листопад 2019 року в Україні даний препарат не зареєстрований.